# Campeonato Mundial de Halterofilismo de 2010 - Até 75 kg feminino
A categoria até 75 kg feminino foi um evento do Campeonato Mundial de Halterofilismo de 2010, disputado no Centro de Exposição de Antália, em Antália, na Turquia, entre 22 e 23 de setembro de 2010. 

## Calendário
Horário local (UTC+3)
| Dia            | Horário | Fase    |
| -------------- | ------- | ------- |
| 22 de setembro | 14:00   | Grupo C |
| 23 de setembro | 12:00   | Grupo B |
| 23 de setembro | 17:00   | Grupo A |

## Medalhistas
| Evento    | Ouro                      | Ouro   | Prata                      | Prata  | Bronze                     | Bronze |
| --------- | ------------------------- | ------ | -------------------------- | ------ | -------------------------- | ------ |
| Arranque  | Svetlana Podobedova (KAZ) | 134 kg | Natalya Zabolotnaya (RUS)  | 133 kg | Nadezhda Evstyukhina (RUS) | 123 kg |
| Arremesso | Svetlana Podobedova (KAZ) | 161 kg | Nadezhda Evstyukhina (RUS) | 160 kg | Natalya Zabolotnaya (RUS)  | 160 kg |
| Total     | Svetlana Podobedova (KAZ) | 295 kg | Natalya Zabolotnaya (RUS)  | 293 kg | Nadezhda Evstyukhina (RUS) | 283 kg |

## Recordes
Antes desta competição, o recorde mundial da prova era o seguinte:
| Recorde         | Tipo      | Atleta                    | Peso   | Local  | Data                   |
| Recorde Mundial | Arranque  | Svetlana Podobedova (KAZ) | 132 kg | Goyang | 28 de novembro de 2009 |
| Recorde Mundial | Arremesso | Svetlana Podobedova (KAZ) | 160 kg | Goyang | 28 de novembro de 2009 |
| Recorde Mundial | Total     | Svetlana Podobedova (KAZ) | 292 kg | Goyang | 28 de novembro de 2009 |

Os seguintes novos recordes foram estabelecidos durante esta competição.
| Arranque  | 133 kg | Natalya Zabolotnaya (RUS) | Recorde mundial |
| Arranque  | 134 kg | Svetlana Podobedova (KAZ) | Recorde mundial |
| Arremesso | 161 kg | Svetlana Podobedova (KAZ) | Recorde mundial |
| Total     | 293 kg | Natalya Zabolotnaya (RUS) | Recorde mundial |
| Total     | 295 kg | Svetlana Podobedova (KAZ) | Recorde mundial |

## Resultado
Os resultados foram os seguintes. 
| Pos.              | Atleta                            | Grupo | Peso  | Arranque (kg) | Arranque (kg) | Arranque (kg) | Arranque (kg)     | Arremesso (kg) | Arremesso (kg) | Arremesso (kg) | Arremesso (kg)    | Total |
| Pos.              | Atleta                            | Grupo | Peso  | 1             | 2             | 3             | Resultado         | 1              | 2              | 3              | Resultado         | Total |
| ----------------- | --------------------------------- | ----- | ----- | ------------- | ------------- | ------------- | ----------------- | -------------- | -------------- | -------------- | ----------------- | ----- |
| Medalha de ouro   | Svetlana Podobedova (KAZ)         | A     | 74.67 | 125           | 130           | 134           | Medalha de ouro   | 155            | 161            | —              | Medalha de ouro   | 295   |
| Medalha de prata  | Natalya Zabolotnaya (RUS)         | A     | 74.97 | 128           | 133           | 133           | Medalha de prata  | 153            | 160            | 163            | Medalha de bronze | 293   |
| Medalha de bronze | Nadezhda Evstyukhina (RUS)        | A     | 73.86 | 123           | 127           | 128           | Medalha de bronze | 150            | 157            | 160            | Medalha de prata  | 283   |
| 4                 | Iryna Kulesha (BLR)               | A     | 74.57 | 115           | 120           | 120           | 4                 | 135            | 140            | 140            | 6                 | 255   |
| 5                 | Li Xia (CHN)                      | A     | 74.31 | 113           | 113           | 120           | 5                 | 130            | 130            | 135            | 5                 | 248   |
| 6                 | Nadiya Myronyuk (UKR)             | A     | 74.46 | 105           | 108           | 111           | 7                 | 130            | 134            | 136            | 4                 | 247   |
| 7                 | Ubaldina Valoyes (COL)            | A     | 74.33 | 105           | 108           | 110           | 9                 | 130            | 134            | 137            | 8                 | 244   |
| 8                 | Tatyana Khromova (KAZ)            | A     | 74.86 | 107           | 110           | 113           | 10                | 133            | 133            | 133            | 9                 | 243   |
| 9                 | Abeer Abdelrahman (EGY)           | A     | 74.98 | 107           | —             | —             | 11                | 135            | —              | —              | 7                 | 242   |
| 10                | Yuliya Novakovich (BLR)           | B     | 74.28 | 105           | 105           | 110           | 8                 | 120            | 126            | 126            | 12                | 236   |
| 11                | Khanittha Petanang (THA)          | B     | 74.79 | 95            | 99            | 101           | 17                | 125            | 128            | 131            | 10                | 230   |
| 12                | Wang Ya-jhen (TPE)                | B     | 71.54 | 97            | 97            | 100           | 13                | 125            | 129            | 129            | 11                | 229   |
| 13                | Marie-Ève Beauchemin-Nadeau (CAN) | B     | 74.74 | 93            | 93            | 98            | 20                | 125            | 129            | 129            | 13                | 223   |
| 14                | Jaqueline Ferreira (BRA)          | C     | 74.09 | 95            | 100           | 103           | 15                | 116            | 121            | 122            | 15                | 222   |
| 15                | Lim Ji-hye (KOR)                  | B     | 74.94 | 97            | 97            | 98            | 21                | 124            | 124            | 127            | 14                | 222   |
| 16                | Yarvanis Herrera (VEN)            | C     | 73.19 | 98            | 102           | 102           | 18                | 118            | 121            | 122            | 16                | 219   |
| 17                | María Álvarez (VEN)               | C     | 73.30 | 96            | 100           | 100           | 14                | 116            | 120            | 120            | 20                | 216   |
| 18                | Erin Wallace (USA)                | B     | 74.44 | 95            | 98            | 99            | 19                | 115            | 117            | 119            | 18                | 215   |
| 19                | Kazue Imahoko (JPN)               | B     | 74.61 | 100           | 103           | 103           | 16                | 115            | 115            | 117            | 21                | 215   |
| 20                | Yessica Solís (COL)               | B     | 74.72 | 97            | 100           | 100           | 23                | 117            | 117            | 117            | 19                | 214   |
| 21                | Damaris Aguirre (MEX)             | B     | 74.60 | 91            | 96            | 97            | 24                | 121            | 121            | 125            | 17                | 212   |
| 22                | Mandy Wedow (GER)                 | C     | 73.89 | 94            | 97            | 99            | 22                | 114            | 114            | 116            | 22                | 211   |
| 23                | Katelynn Williams (CAN)           | C     | 71.19 | 83            | 83            | 88            | 25                | 103            | 108            | 113            | 23                | 196   |
| 24                | Annika Berntsson (SWE)            | C     | 72.24 | 84            | 87            | 90            | 26                | 104            | 106            | 106            | 25                | 191   |
| 25                | Rachel Crass (USA)                | C     | 74.95 | 83            | 86            | 86            | 28                | 101            | 104            | 106            | 24                | 189   |
| 26                | Premila Devi Khwairakpam (IND)    | C     | 72.75 | 78            | 78            | 81            | 29                | 100            | 104            | 106            | 26                | 185   |
| 27                | Almira Lizde (BIH)                | C     | 73.48 | 80            | 80            | 83            | 27                | 95             | 95             | 95             | 27                | 178   |
| —                 | Lidia Valentín (ESP)              | A     | 73.42 | 112           | 112           | 117           | 6                 | 135            | 135            | 135            | —                 | —     |
| —                 | Iuliia Vlasenko (UKR)             | B     | 74.48 | 98            | 101           | 103           | 12                | 124            | 124            | 124            | —                 | —     |
| —                 | Madias Nzesso (CMR)               | B     | 74.33 | 92            | 96            | 99            | —                 | 115            | 120            | 122            | —                 | —     |
| —                 | Patricia Figueroa (PUR)           | C     | 74.72 | 87            | 90            | 94            | —                 | 110            | 115            | 120            | —                 | —     |
| —                 | Byambadorjiin Uranchimeg (MGL)    | C     | 74.92 | 80            | 80            | 81            | —                 | 100            | 100            | 100            | —                 | —     |